# Højbro Plads
Højbro Plads (literalmente "Plaza del Puente Alto") es una plaza pública rectangular situada entre la contigua Amagertorv y el canal Slotsholmen en el centro de la ciudad de Copenhague, Dinamarca. Toma su nombre del puente Højbro, que la conecta con la isla de Slotsholmen, al otro lado del canal, mientras que Gammel Strand se extiende a lo largo del lado cercano del canal.
El elemento más llamativo de la plaza es una estatua ecuestre de Absalón, el obispo guerrero al que tradicionalmente se atribuye la fundación de Copenhague. Se inauguró en 1901 para conmemorar el séptimo centenario de su muerte.

## Historia

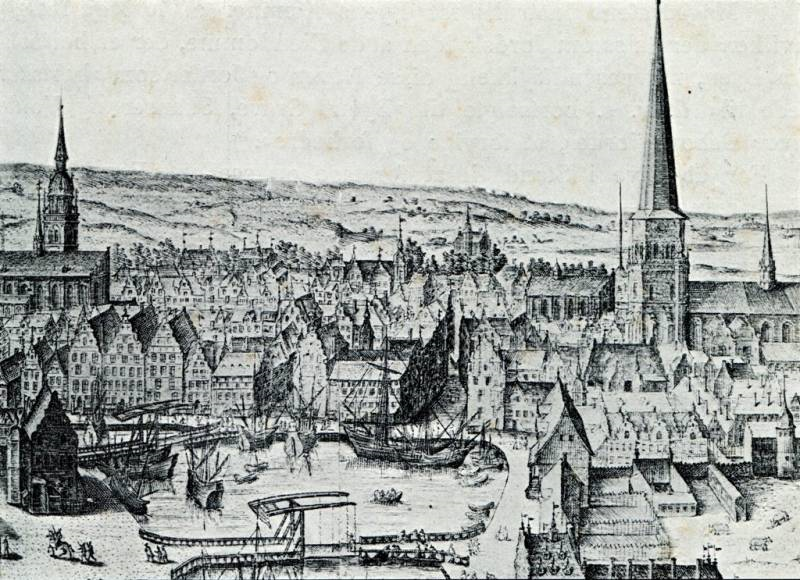
Detalle del dibujo de Copenhague que muestra el denso barrio que se encontraba en el lugar antes de la creación de la plaza

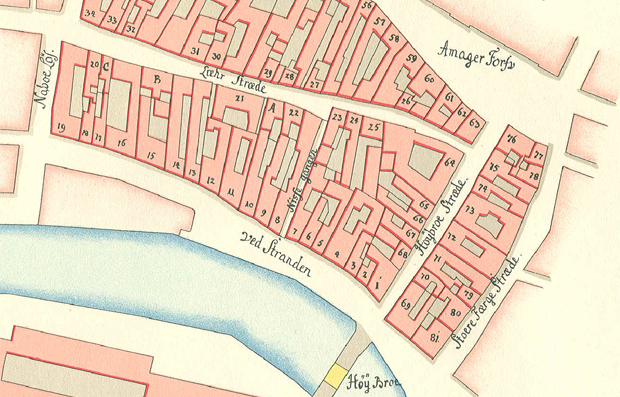
El sitio antes de la creación de la plaza como se ve en el mapa del distrito de Gedde de 1756

Højbro Plads es una plaza relativamente nueva que se construyó tras el gran incendio de 1795. Antes del incendio de 1795, Højbro Plads era el emplazamiento de una densa manzana delimitada por Højbrostræde al oeste y Store Færgestræde al este. La primera conectaba Amagertorv con el puente de Højbro y Slotsholmen. El incendio destruyó por completo la zona entre el actual Strøget y el canal. El arquitecto de la ciudad, Jørgen Henrich Rawert, creó posteriormente un plan maestro para la reconstrucción de la zona. Højbro Plads se diseñó para crear un cortafuegos y, al mismo tiempo, aportar cualidades estéticas a la zona. La mayoría de los edificios que bordean la plaza datan de los años inmediatamente posteriores al incendio.

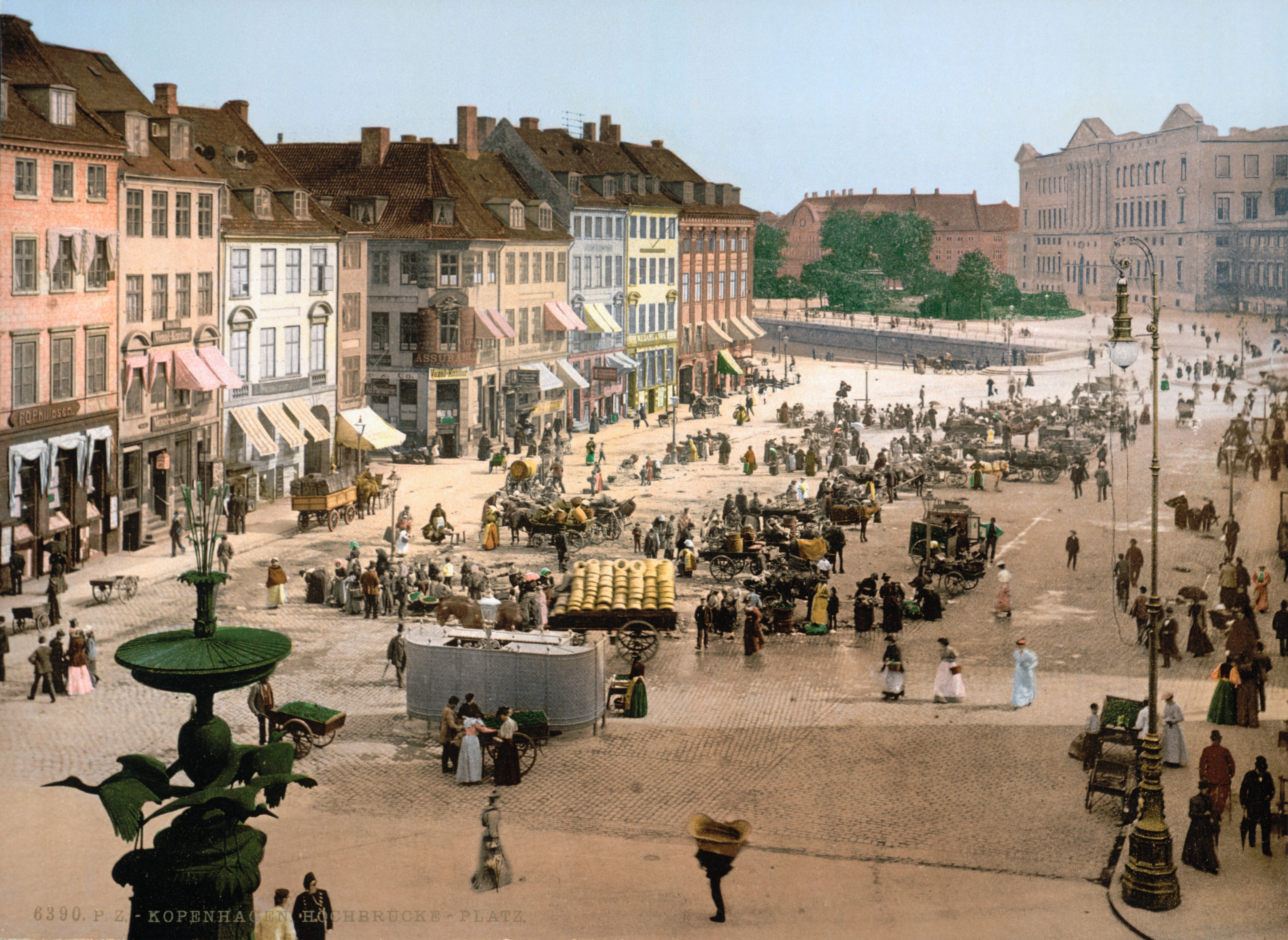
La plaza c. 1890.

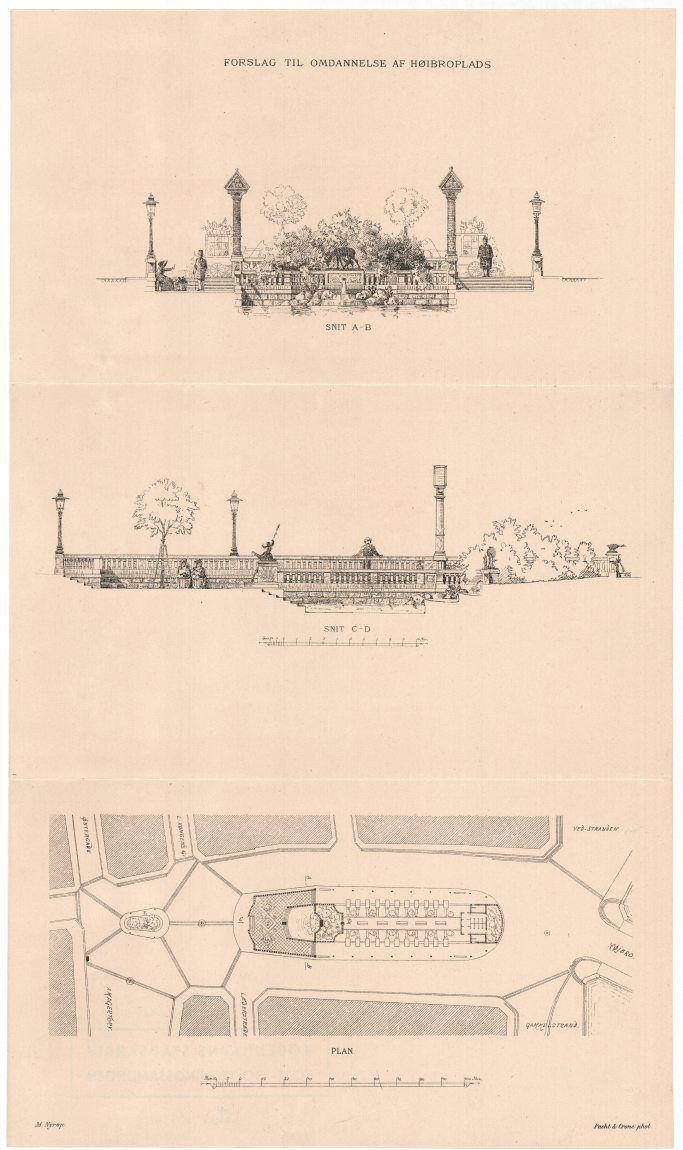
La propuesta de Martin Nyrop de 1900

Hasta el siglo XIX, el mercado de verduras y flores de Amagertorv se extendió a la nueva Højbro Plads. Las carnicerías se remitieron a la cercana Nikolaj Plads.
Martin Nyrop creó una propuesta para un nuevo diseño de la plaza en 1900, pero no se llevó a cabo. En su lugar, se reformó en 1995. Los 22 tilos de la plaza se plantaron en 1998 gracias a una donación privada. Su colocación en la plaza ha sido criticada por el antiguo arquitecto de la ciudad, Otto Käszner.

## Arquitectura

### Antecedentes
La mayoría de los edificios que bordean la plaza son ejemplos de la arquitectura neoclásica que caracterizó el auge de la construcción tras el incendio y que domina gran parte del centro de la ciudad visto hoy en día. Las características recurrentes son las ventanas acentuadas con frontones triangulares apoyados en consolas, las juntas empotradas y los frisos, generalmente por encima del segundo piso, decorados con motivos como una greca o un rollo de Vitruvio. Los frisos se vendían como artículos estándar y podían comprarse por metros en los talleres de estuco.
En esta época, los arquitectos formados sólo se utilizaban para los edificios públicos de prestigio y las casas adosadas para la élite, mientras que los edificios residenciales normales eran diseñados por los maestros artesanos que los construían. Para promover el buen gusto y disminuir la brecha entre la arquitectura y los edificios vernáculos, Johann Friedrich Struensee había puesto en marcha una iniciativa en la Real Academia de Bellas Artes para animar a estos constructores a tomar clases complementarias de dibujo con el fin de desarrollar la noción de "buen gusto". El auge de la construcción resultante del Gran Incendio de 1795 se benefició enormemente de esta iniciativa. Caspar Frederik Harsdorff también recibió el encargo de construir una casa en Kongens Nytorv, hoy conocida como la Casa de Harsdorff, que serviría de modelo y fuente de inspiración para los constructores en su trabajo. Algunas de las casas de Højbro Plads, al igual que muchas de las calles circundantes, presentan claras huellas de la influencia de esta casa.

### Edificios notables

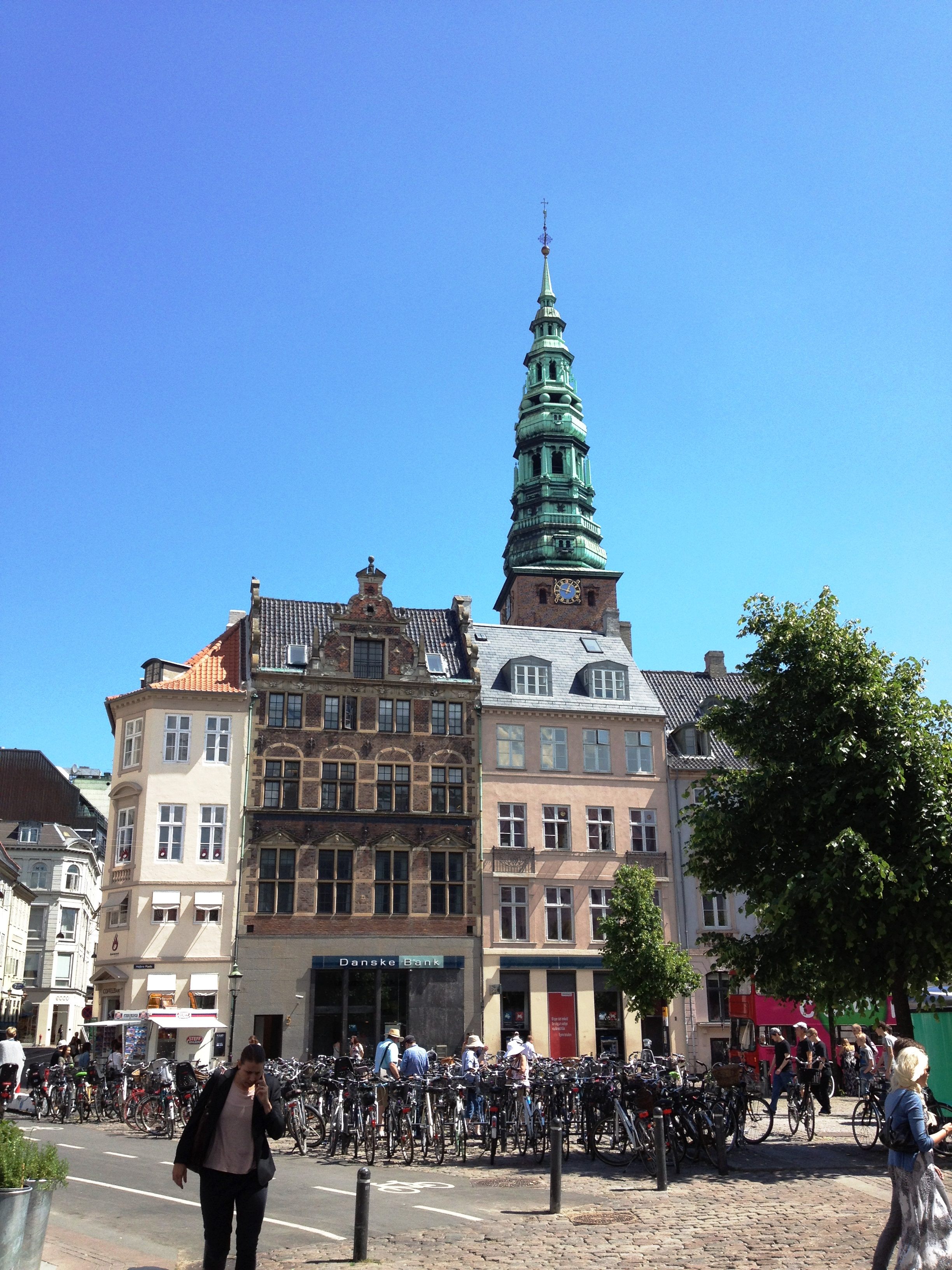
Højbro Plads nº 5 y 7. Al fondo se ve la aguja de la iglesia de San Nicolás.

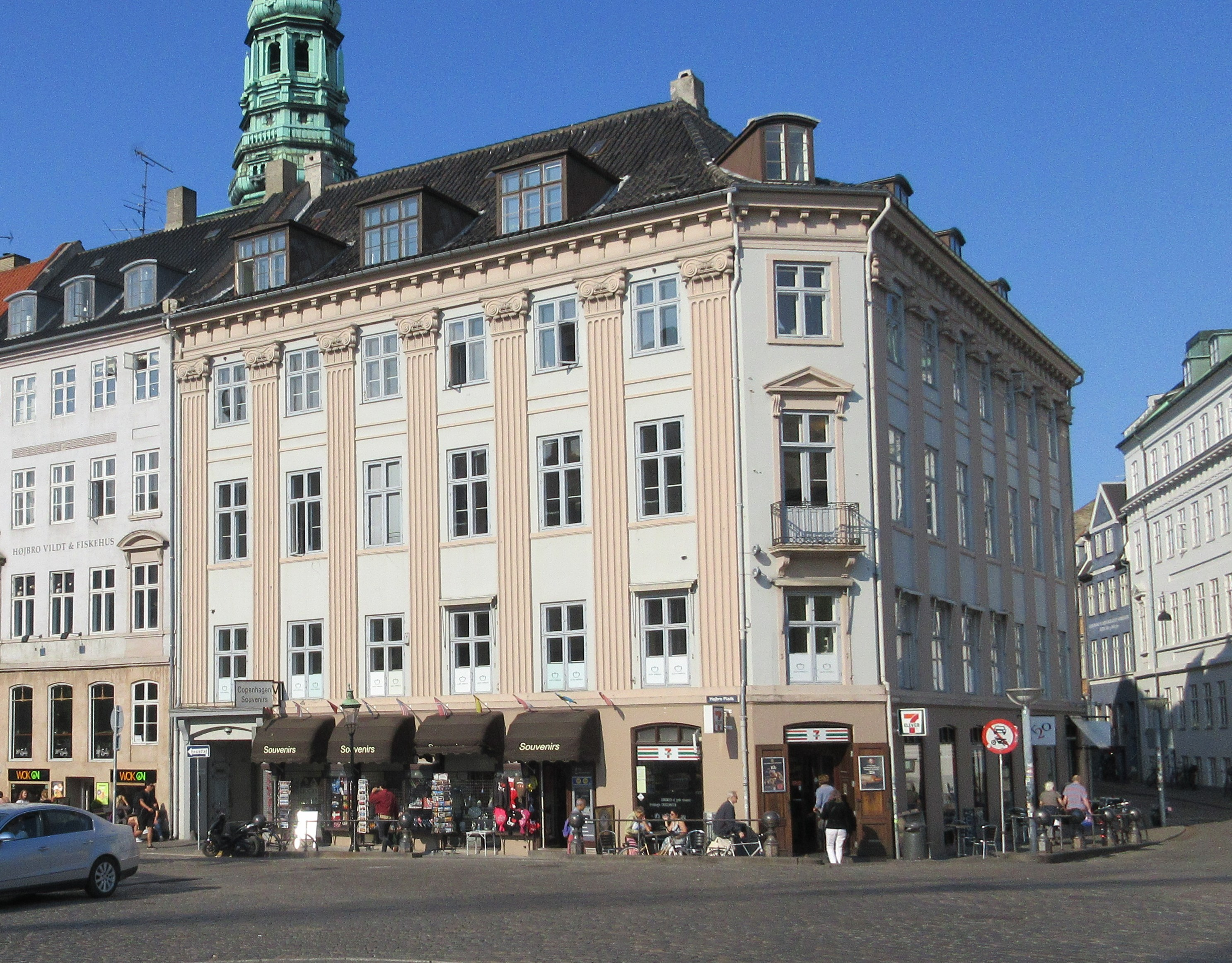
No. 21: La casa Ploug

El edificio que hace esquina con Store Kirkestræde (nº3) se llama Casa Warburg y fue construido en 1799 por Aron Leon Warburg, un rico comerciante y fabricante de medias. El edificio vecino del número 5 fue adaptado al estilo neorrenacentista por Martin Borch en 1897. Las dos casas que flanquean Lile Strandstræde (nº 9-11 y 13) y la nº 15 también están catalogadas, casas neoclásicas de finales de la década de 1790. Tanto la nº 19 como la nº 21 fueron construidas por Andreas Hallander, uno de los constructores más activos de la época. A esta última, conocida como Casa Ploug, situada en la esquina con Ved Stranden, se le dio una fachada más monumental que la de las demás casas de la plaza para que encajara mejor con la capilla de Christiansborg, al otro lado del canal. Los motivos de las pilastras son tan numerosos que dominan todo el edificio y no se limitan a una sola sección de la fachada, como se veía en la Casa Harsdorff.

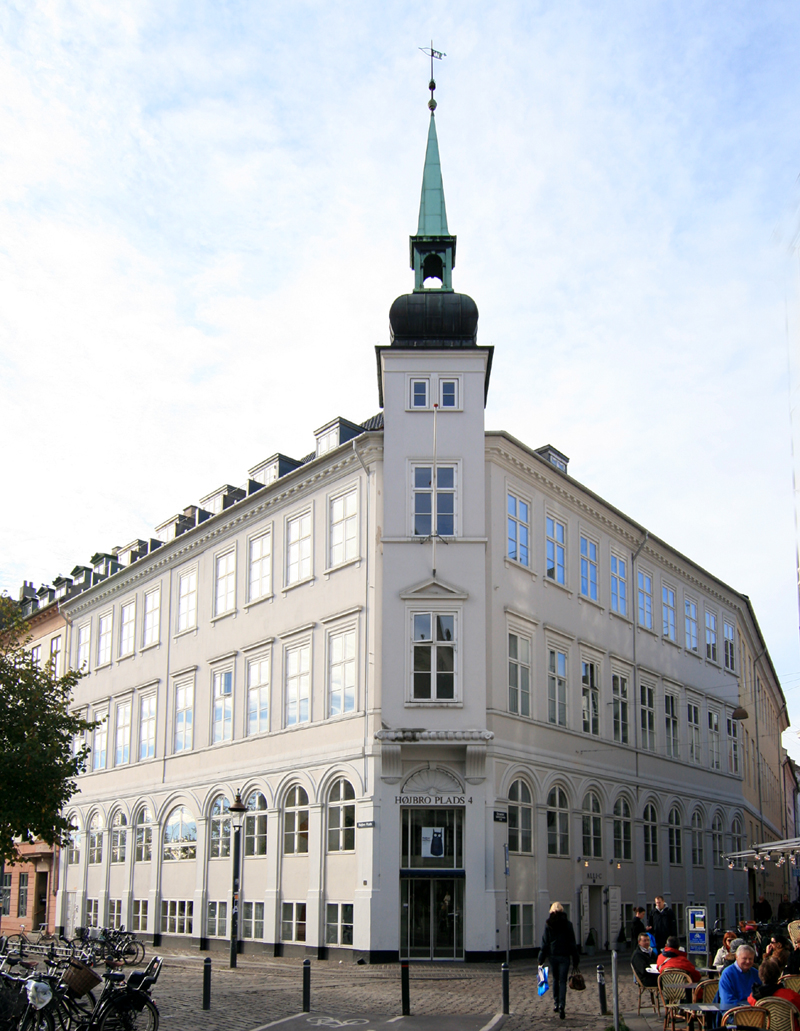
No. 4: Antigua sede de la imprenta de Johan Frederik Schultz

La gran propiedad del número 4, al otro lado de la plaza, en la esquina de Læderstræde, es de 1796-1797 y se construyó originalmente como nueva sede de la imprenta de Johan Frederik Schultz. Tiene 9 crujías en la plaza y 20 en Læderstræde. La nave de la esquina está coronada por una pequeña aguja que se añadió hacia 1900. El edificio albergó el Ministerio de Medio Ambiente desde 1993 hasta 2014. Ahora se ha convertido en apartamentos y contiene una tienda insignia de Moss Copenhague en la planta baja. La casa de cinco naves del número 6 fue construida en 1804-06 por Niels Schønberg Kurtzhals para el comerciante de seda y textiles Lorentz Andreas Hinrichsen. La casa del número 8, de cuatro plantas, fue construida para otro comerciante de seda y textiles, Nikolaj Abraham Kall. El edificio de la esquina de la calle Gammel (nº 10) es la antigua sede de la compañía de seguros Kgl. Brand. El edificio fue diseñado originalmente por Fritz Koch, pero fue completado tras su muerte por Gotfred Tvedein en 1906. Actualmente alberga el bufete de abogados  de Johan Schlüter.

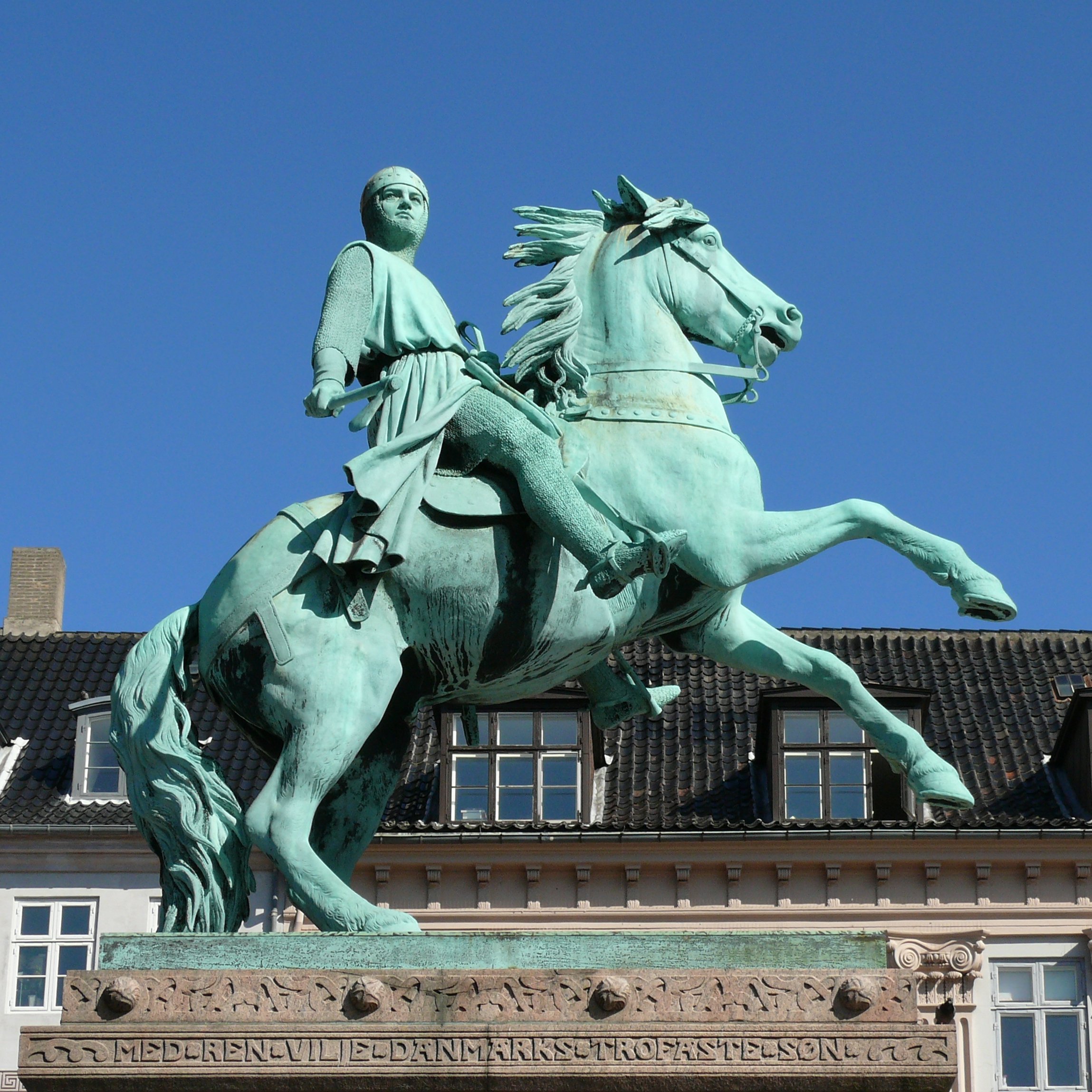
La estatua ecuestre de Absalon

## Estatua de Absalón
La estatua ecuestre de Absalon fue diseñada por Vilhelm Bissen. Representa a Absalon como un comandante militar, montado en un caballo encabritado, vestido con una cota de malla, sosteniendo un hacha en su mano derecha y mirando hacia el Palacio de Christiansborg en Slotsholmen, donde construyó su castillo en 1167. La estatua se encuentra sobre un pedestal alto que fue diseñado por Martin Nyrop.